# 邱瑞锦
邱瑞锦，昭平人，是一名清朝政治人物。拨贡出身。
邱瑞锦曾于光绪十七年(1891年)接替刘锡金任邵武府知府一职，光绪十八年(1892年)由董毓琦接任。